# Sanremo-Festival 1957
Die siebte Ausgabe des Festival della Canzone Italiana di Sanremo fand 1957 vom 7. bis 9. Januar im städtischen Kasino in Sanremo statt und wurde von Nunzio Filogamo zusammen mit Nicoletta Orsomando und den Schauspielerinnen Marisa Allasio und Fiorella Mari moderiert.

## Ablauf

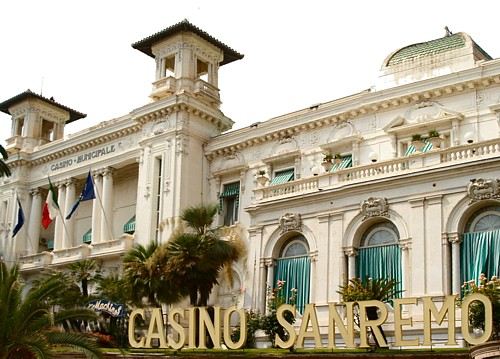
Das städtische Kasino, Veranstaltungsort des Sanremo-Festivals

Das Experiment des letzten Jahres, nur Newcomer im Wettbewerb antreten zu lassen, hatte sich als Misserfolg erwiesen, weshalb die RAI 1957 zur Tradition zurückkehrte: Bereits bekannte Sänger, zu einem Großteil bereits mit Sanremo-Erfahrung, konnten wieder teilnehmen und jedes Lied wurde neuerlich in zwei Versionen präsentiert. Auch sonst griff man auf Stammpersonal zurück: Moderator Filogamo, der schon für die ersten vier Ausgaben verantwortlich war, kehrte zurück, und mit ihm auch die Dirigenten Cinico Angelini und Armando Trovajoli mit ihren jeweiligen Orchestern sowie Alberto Semprini, der die Lieder des Wettbewerbs am Klavier wiederholte. Die Sänger Nilla Pizzi und Achille Togliani waren diesmal als Jurymitglieder im Publikum vertreten.
Wie immer wurde die Hälfte der Lieder am Donnerstag, der Rest am Freitag präsentiert; von den ursprünglich 20 Beiträgen qualifizierten sich je fünf für das Finale am Samstag. Das Lied La cosa più bella (Pinchi, Dino Olivieri), das von Carla Boni und Tonina Torrielli gesungen wurde, wurde im letzten Moment disqualifiziert, da sich herausgestellt hatte, dass es entgegen den Wettbewerbsregeln bereits von Cristina Jorio aufgenommen worden war. Im Finale setzte sich zum zweiten Mal der umjubelte Claudio Villa durch, dessen vier Beiträge alle weitergekommen waren; zusammen mit Nunzio Gallo belegte er den ersten und mit Giorgio Consolini den zweiten Platz.
Anschließend an den Hauptbewerb fand am Sonntag, 10. Januar, ein eigener Wettbewerb für Lieder von unabhängigen Autoren (also ohne Vertrag bei einem Musikverlag) statt; wieder wurden zehn Lieder in je zwei Versionen präsentiert und auch hier konnte ein von Claudio Villa (zusammen mit Consolini) interpretiertes Lied sich durchsetzen, nämlich Ondamarina.

## Teilnehmende Beiträge

### Hauptbewerb
| Platzierung | Interpreten                                                                   | Lied                              | Autoren                                                |
| ----------- | ----------------------------------------------------------------------------- | --------------------------------- | ------------------------------------------------------ |
| 1           | Claudio Villa / Nunzio Gallo                                                  | Corde della mia chitarra          | Giuseppe Fiorelli, Mario Ruccione                      |
| 2           | Claudio Villa / Giorgio Consolini                                             | Usignolo                          | Gino Castellani, Luigi Luciano Martelli, Carlo Concina |
| 3           | Gino Latilla / Tonina Torrielli                                               | Scusami                           | Biri, Walter Malgoni, Mario Perrone                    |
| 4           | Carla Boni, Gino Latilla und Duo Fasano / Gloria Christian und Poker di Voci  | Casetta in Canadà                 | Mario Panzeri, Vittorio Mascheroni                     |
| 5           | Claudio Villa / Giorgio Consolini                                             | Cancello tra le rose              | Umberto Bertini, Marino De Paolis                      |
| 6           | Gino Latilla und Claudio Villa / Natalino Otto und Poker di Voci              | Il pericolo numero uno            | Enzo Bonagura, Michele Cozzoli                         |
| 7           | Tina Allori / Tonina Torrielli                                                | Intorno a te (è sempre primavera) | Mario De Angelis                                       |
| 8           | Carla Boni / Nunzio Gallo                                                     | Per una volta ancora              | Umberto Bertini, Giovanni D’Anzi                       |
| 9           | Gino Latilla und Duo Fasano / Natalino Otto und Poker di Voci                 | Un filo di speranza               | Gian Carlo Testoni, Saverio Seracini                   |
| 10          | Carla Boni und Duo Fasano / Gloria Christian, Natalino Otto und Poker di Voci | Le trote blu                      | Diego Calcagno, Luigi Gelmini                          |
|             | Gino Latilla / Luciano Virgili                                                | A poco a poco                     | Marcella Rivi, Carlo Innocenzi                         |
|             | Flo Sandon’s / Tina Allori                                                    | Ancora ci credo                   | Fecchi, Campanozzi                                     |
|             | Gianni Ravera / Natalino Otto                                                 | Un certo sorriso                  | Mario Ruccione, Giuseppe Fiorelli                      |
|             | Fiorella Bini / Flo Sandon’s                                                  | Estasi                            | Da Vinci, Lucci                                        |
|             | Gino Baldi / Luciano Virgili                                                  | Finalmente                        | Giuseppe Bonavolontà, Rivi                             |
|             | Gino Baldi / Jula De Palma                                                    | Nel giardino del mio cuore        | Gian Carlo Testoni, Gorni Kramer                       |
|             | Gino Latilla / Nunzio Gallo                                                   | Non ti ricordi più?               | Da Vinci, Poggiali                                     |
|             | Fiorella Bini und Duo Fasano / Jula De Palma und Poker di Voci                | Raggio nella nebbia               | Salina, Mario Pagano                                   |
|             | Carla Boni / Jula De Palma                                                    | Un sogno di cristallo             | Alberto Testa, Pino Calvi                              |

### Vierter Abend
| Platzierung | Interpreten                                                      | Lied                           | Autoren                        |
| ----------- | ---------------------------------------------------------------- | ------------------------------ | ------------------------------ |
| 1           | Claudio Villa / Giorgio Consolini                                | Ondamarina                     | Bernazza, Lops                 |
| 2           | Gianni Ravera und Duo Fasano / Luciano Virgili und Poker di Voci | Venezia mia                    | Peragallo                      |
| 3           | Gino Latilla / Nunzio Gallo                                      | La più bella canzone del mondo | Astro Mari, Gino Filippini     |
| 4           | Claudio Villa / Giorgio Consolini                                | Chiesetta solitaria            | A. Bezzi, C. Pintaldi          |
| 5           | Duo Fasano / Gloria Christian und Poker di Voci                  | La cremagliera delle Dolomiti  | Perretta, Fedri                |
| 6           | Flo Sandon’s / Tina Allori                                       | Era l’epoca del “cuore”        | Segurini, Franco Cassano       |
| 7           | Gino Baldi / Tonina Torrielli                                    | Il nostro sì                   | Mainardi, Lodigiani            |
| 8           | Fiorella Bini / Jula De Palma                                    | Sorrisi e lacrime              | De Giusti, Franco Cassano      |
| 9           | Carla Boni / Luciano Virgili                                     | Il mio cielo                   | De Leitenburg, Luciano Beretta |
| 10          | Gino Latilla / Natalino Otto                                     | Sono un sognatore              | Piero Umiliani                 |

## Erfolge
Das Siegerlied Corde della mia chitarra wurde von Nunzio Gallo auch beim Eurovision Song Contest 1957 präsentiert, wo es den sechsten Platz (von zehn) belegte und mit einer Dauer von 5:09 Minuten als längster ESC-Beitrag aller Zeiten in die Geschichte einging. Ansonsten konnte sich in Italien besonders das viertplatzierte Casetta in Canadà großer Popularität erfreuen.

## Belege
1. ↑  Eurovision Song Contest 1957. In: Eurovision.tv. European Broadcasting Union, abgerufen am 17. März 2022 (englisch).